# Илиријан ервејз
Илиријан ервејз (енгл. Illyrian Ariways) је авио-компанија са седиштем у Приштини, Србија. Чвориште авио-компаније налази се на аеродрому Приштини.

## Историјат
Илиријан ервејз је формирана током 2005. године као туристички оператор. Почетком 2010. године, Илиријан ервејз формира авио-компанију. Илиријан ервејз прими свој први авион, тип Боинг 737-300, дана 27. новембра 2010. године и обавља свој први лет сутрадан на национални дан заставе, 28. новембар 2010. године, на релацији Приштина-Тирана.

## Одредиште
Следећа је списак одредишта Илиријан ервејза (од новембра 2010. године):
- Италија
  - Бреша (Аеродром Бреша) - од 18. децембра 2010.
  - Венеција (Аеродром Венеција Тревисо) - од 18. децембра 2010.
  - Рим - од 28. новембра 2010.
- Македонија
  - Скопље (Аеродром Скопље) - Секундарну чвориште
- Србија
  - Приштина (Аеродром Приштина) - Чвориште
- Турска
  - Анталија (Аеродром Анталија) - од 24. децембра 2010.

## Флота
Флота Илиријан ервејза, од јануар 2011. године, чини следеће:
| Ваздухоплов   | У флоти | Поручених | Седишта | Белешке |
| ------------- | ------- | --------- | ------- | ------- |
| Боинг 737-300 | 1       | 0         |         | OM-CCA  |